# Malnigal
Malnigal, var en hettitisk Tawanna (prästdrottning) under 1300-talet f.Kr., gift med hettiterkungen Suppiluliuma I.
Malnigal var ursprungligen en babylonisk prinsessa. 
Hon var den tredje och sista hustrun till Suppiluliuma I och som sådan drottning och översteprästinna eller Tawanna. I enlighet med sed behöll hon sin ställning även efter makens död och var fortsatt drottning under makens efterträdare Arnuwanda II och Muršili II, och fortsatte att figurera i offentliga ceremonier. Flera sigill har återfunnits med hennes namn, både i Hattusa och i Ugarit, ett av dem tillsammans med Mursili II:s. 
Hon kom i konflikt med sin styvson Mursili II, som anklagade henne för att slösa, för att genom trolldom ha förorsakat hans maka Gaššulawias död, och för att introducera babyloniska seder i liturgin genom sitt ämbete, bland annat tempelprostitution, och hävade att han av ett orakel hade uppmanats att avrätta henne. 
Malnigal blev inte avrättad men konflikten slutade med hennes avsättning som Tawanna. Hon stannade dock var vid hovet, där hon även fortsatt utövade inflytande. 